# وودیانوفکا
وودیانوفکا (به لاتین: Vodyanovka) یک منطقهٔ مسکونی در روسیه است که در استان آستراخان واقع شده‌است.